# Szentáldozás
A szentáldozás vagy áldozás a keresztény eucharisztia szentségi jegyeiben való részesülés  és így Krisztussal való egyesülés (communio). 
Így hívják a katolikus egyházban Krisztus testének és vérének vételét az oltáriszentségben.
A szentáldozás feltételeit részletesen szabályozza a hatályos egyházjog.
Az áldozás helye az a hely, ahol a szentmise-áldozatot bemutatják, általában a templom (vö. CIC 932.k.). Az áldozás ideje rendesen azonos a mise-áldozat bemutatásának idejével; de a szükség és a körülmények szerint - elsősorban betegeknek - azonkívül is lehet áldozni, ill. különleges nap a nagypéntek, amikor szentmise nincs, de a nagypénteki liturgia részeként áldoztatás van.  
A hívek áldozása a latin szertartásban jellemzően egy szín alatt, a keleti szertartásokban két szín alatt történik. A hatályos egyházjog szerint „a szentáldozást csak a kenyér színe alatt szolgáltassák ki, v. a liturgikus törvények szerint mindkét szín alatt; szükség esetén pedig egyedül a bor színe alatt is” (CIC 925.k.).
Az áldozás a Krisztussal való legbensőbb lelki egyesülés, a kegyelmek bőséges forrása, s így a katolikus keresztény életnek nélkülözhetetlen tényezője.  Ezért érvényben lévő előírás, hogy minden katolikus hívőnek, kötelessége évenként legalább egyszer éspedig húsvét táján áldoznia (CIC 920.k.). Ez a parancs a gyermekeket is kötelezi, mihelyt az oltáriszentséget a közönséges kenyértől meg tudják különböztetni, s a hit alapvető igazságaiban oktatást nyertek. Ugyanakkor X. Piusz pápa óta a gyakori szentáldozás vált szokásossá, erre a CIC 898. kán. biztat is. E szentségi vételre csak megkeresztelt, s még a földön zarándokló ember képes; tehát sem pogány, sem halott szentségi módon nem áldozhat. Az oltáriszentség méltó vételére azonkívül szükséges a kegyelem állapota is, mert az oltáriszentség az élők szentsége. Súlyos bűn esetén nem elegendő az áldozás előtt a tökéletes bűnbánat, hanem megkívántatik a szentségi gyónás. A tudatosan halálos bűn állapotában végzett áldozást méltatlan áldozásnak nevezzük, ami szentségtörés és súlyos bűn. A megfelelő áldozáshoz a kegyelmi állapoton kívül szükséges a helyes szándék és az előkészület. Testi előkészületként súlyos bűn alatt kötelező egy órával a szentáldozás előtt víz (és esetlegesen orvosság) kivételével az ételtől és italtól való tartózkodás, a szentségi böjt (részletesebben: CIC 919.k.).
A miséző papot kivéve naponta csak egyszer szabad áldozni, kivéve ha az áldozó utána életveszélybe kerülne, vagy az oltáriszentséget megszentségtelenítéstől kellene megmentenie.
Első áldozás az az ünnepélyes aktus, amikor a gyermekek először részesülnek az oltáriszentség vételében.